# 高橋裕 (アナウンサー)
高橋 裕 （たかはし ゆたか、1971年7月16日 -  ）は、KRY山口放送の男性アナウンサー。ラジオパーソナリティ。

## 経歴・人物
1994年に山口放送に入社。入社以来情報番組を中心に担当しており、朝の情報番組「ズームイン!!朝!」では6代目リポーターとして、後継番組の「ズームイン!!SUPER」まで引き続き、長きにわたって山口の情報を全国に伝えていた。
大きな転機が訪れたのは、2006年8月の、KRYの大先輩だった井上雪彦の急逝である。高橋が金曜日のリポーターを務めていた夕方の情報番組「熱血テレビ」は、半月間の暫定期間を経て9月から高橋が井上の後を受け継いで2代目司会に就任することとなり、それまで担当していた「ズームイン!!SUPER」とラジオの「お昼はZENKAI ラヂオな時間」を降板することとなった（「ズームイン!!SUPER」は後輩の福谷貞夫に交代）。
スポーツ実況も行うことがあり、防府読売マラソンのメイン実況（センター担当）や、全国高等学校野球選手権山口大会実況中継（ラジオ）の実況担当を行うこともある。また、KRYが主催する下関海響マラソンでも総合進行担当としてランナー・会場全体のリポート及び、状況を伝える役目を第一回から担当している。
野球は大の巨人ファンで、熱血テレビでもたまに取り上げる。また、「KRYのプロレス太郎」を自称するほどのプロレスファンでもあり、趣味が高じて「全日本プロレス中継」で実況を担当したことがある。

## 担当番組
テレビ
- 熱血テレビサタデー（司会）
- 下関海響マラソン（司会進行）

ラジオ
- 大人のラジオバラエティ ご昭和ください(日)11:30～12:00
- 全国高等学校野球選手権山口大会実況中継
- 防府読売マラソン（メイン実況）
- KRY Morning Up（水・木・金曜担当）

## 過去の主な担当番組
テレビ
- ズームイン!!朝!→ズームイン!!SUPER（KRY担当キャスター）

ラジオ
- お昼はZENKAI ラヂオな時間
- Boon!Boon!
- 青空ラジオ somethingはいつも○（快晴）

## エピソード
- 中央大学時代、フジテレビジョンの『今夜は!好奇心』という番組に、『アナウンサー志望学生』として出演したことがある。
- 就職試験は30社以上の放送局を受け、履歴書の写真には紫色のスーツを着込み少しでも注目してもらおうと努力した。